# Radoje Dakić
Radoje Dakić-Brko, črnogorski komunist, častnik, prvoborec, partizan, politični komisar in narodni heroj, * 1911, Črna gora, † 1946, ZSSR.

## Življenjepis
Polkovnik NOVJ Dakić je bil nazadnje politični komisar 2. udarnega korpusa.